# KEAP1
Keap1 (Kelch-like ECH-associated protein 1), codificada pel gen Keap, és una proteïna citoplasmàtica que regula la degradació de Nrf2 en condicions normals, actuant com a sensor redox davant l’estrès oxidatiu. La seva modificació permet l’activació de la resposta a l'estrès oxidatiu, una resposta amb caràcter antioxidant.
La seva estructura presenta quatre dominis: la regió N-terminal (NTR), domini BTB que conté el residu Cys151, una de les cisteïnes més importants en la detecció de l’estrès oxidatiu. Finalment, té el domini DGR (en anglès, “Double Glycine Repeat”) i la regió C-terminal que col·laboren per formar una estructura propulsor-beta per on Keap1 interacciona amb Nrf2. 